# Libuci
Libuci o Libenci fou abat de Sant Quirze de Colera entorn de l'any 776. Es tracta d'un personatge del qual encara no s'ha verificat si realment és històric o és llegendari. Apareix documentat en un sol lloc, en un document que recull el judici sobre els béns del monestir de Sant Quirze que es va fer el 24 de maig del 844 i que fou presidit pel bisbe de Girona Gotmar I i que anava contra el comte Alaric I d'Empúries. Aquest document només es coneixia a través d'una còpia del segle xiii de l'arxiu del monestir i que també és perduda i només la podem conèixer a través de còpies posteriors. En el document s'hi diu que Libuci era un veterà de l'exèrcit de Carlemany, que va conquerir Peralada al cabdill musulmà Galafre i el seu fill Biuxan, i un cop conquerit el territori va fundar el monestir, juntament amb el seu germà Asinari, que el va succeir en l'abadia del monestir. Tots dos es van retirar al monestir i hi van morir.